# Zona de rusticidade
Uma zona de rusticidade é uma área geográfica delimitada em que um grupo especifico de plantas é capaz de sobreviver e definida pelas condições climáticas do local, em particular a temperatura mínima da zona.
O frio extremo no inverno é um factor limitante major para a sobrevivência das plantas, pelo que foi escolhido originalmente pelo Departamento de Agricultura dos Estados Unidos da América, que desenvolveu o conceito, dividindo o território norte-americano por zonas facilitando a decisão dos agricultores em semearem espécies hortícolas capazes de se desenvolver na sua área. A menos que especificado de outra forma, em contextos americanos "zona de rusticidade" ou simplesmente "zona" geralmente se refere à escala do USDA. No entanto, pode haver alguma confusão ao discutir edifícios e climatização, onde "zona climática" pode referir-se às zonas do Código Internacional de Conservação de Energia, onde a Zona 1 é quente e a Zona 8 é fria.
Outros esquemas de classificação de rusticidade também foram desenvolvidos, como a Royal Horticultural Society do Reino Unido e os sistemas US Sunset Western Garden Book. Em vez disso, uma zona de calor (ver abaixo) é definida por temperaturas elevadas anuais; as zonas de calor da American Horticultural Society (AHS) utilizam o número médio de dias por ano quando a temperatura excede os 30 °C (86 °F).

## Zonas de rusticidade de acordo com o Departamento de Agricultura dos Estados Unidos
| Zona | Zona | Desde a             | Até                 |
| 0    | a    | < −53.9 °C (−65 °F) | < −53.9 °C (−65 °F) |
| 0    | b    | −53.9 °C (−65 °F)   | −51.1 °C (−60 °F)   |
| 1    | a    | −51.1 °C (−60 °F)   | −48.3 °C (−55 °F)   |
| 1    | b    | −48.3 °C (−55 °F)   | −45.6 °C (−50 °F)   |
| 2    | a    | −45.6 °C (−50 °F)   | −42.8 °C (−45 °F)   |
| 2    | b    | −42.8 °C (−45 °F)   | −40 °C (−40 °F)     |
| 3    | a    | −40 °C (−40 °F)     | −37.2 °C (−35 °F)   |
| 3    | b    | −37.2 °C (−35 °F)   | −34.4 °C (−30 °F)   |
| 4    | a    | −34.4 °C (−30 °F)   | −31.7 °C (−25 °F)   |
| 4    | b    | −31.7 °C (−25 °F)   | −28.9 °C (−20 °F)   |
| 5    | a    | −28.9 °C (−20 °F)   | −26.1 °C (−15 °F)   |
| 5    | b    | −26.1 °C (−15 °F)   | −23.3 °C (−10 °F)   |
| 6    | a    | −23.3 °C (−10 °F)   | −20.6 °C (−5 °F)    |
| 6    | b    | −20.6 °C (−5 °F)    | −17.8 °C (0 °F)     |
| 7    | a    | −17.8 °C (0 °F)     | −15 °C (5 °F)       |
| 7    | b    | −15 °C (5 °F)       | −12.2 °C (10 °F)    |
| 8    | a    | −12.2 °C (10 °F)    | −9.4 °C (15 °F)     |
| 8    | b    | −9.4 °C (15 °F)     | −6.7 °C (20 °F)     |
| 9    | a    | −6.7 °C (20 °F)     | −3.9 °C (25 °F)     |
| 9    | b    | −3.9 °C (25 °F)     | −1.1 °C (30 °F)     |
| 10   | a    | −1.1 °C (30 °F)     | +1.7 °C (35 °F)     |
| 10   | b    | +1.7 °C (35 °F)     | +4.4 °C (40 °F)     |
| 11   | a    | +4.4 °C (40 °F)     | +7.2 °C (45 °F)     |
| 11   | b    | +7.2 °C (45 °F)     | +10 °C (50 °F)      |
| 12   | a    | +10 °C (50 °F)      | +12.8 °C (55 °F)    |
| 12   | b    | > +12.8 °C (55 °F)  | > +12.8 °C (55 °F)  |